# Позен, Зак
Зак Позен (англ. Zac Posen; 24 октября 1980) — американский модельер.

## Ранние годы
Детство Зака прошло в районе Сохо, рядом с Нижним Ист-Сайдом. Он родился в еврейской семье. Его отец, Стивен Позен, по профессии художник, а мать, Сьюзен Позен, корпоративный адвокат. Зак начал интересоваться модой ещё в детстве. Будучи ребёнком, он часто воровал ермолки из синагоги своих бабушки и дедушки, чтобы шить бальные платья для кукол. Он учился в школе Святой Энн, частной школе в Бруклине, а на втором курсе прошёл стажировку у модельера Николь Миллер. В 16 лет Позен числился в списке программы Parsons School of Design. Зак окончил школу Святой Энн в 1999 году. В 2001 Позен смоделировал платье, полностью сшитое из тонких кожаных полос и крюков, которое было выставлено музеем Виктории и Альберта на «Пышной» выставке.

## Карьера
В 2000 году Позен стал широко известен публике после того, как платье, которое он создал для Наоми Кэмпбелл (которая услышала о Позене от Лолы Шнабель, дочери американского художника Джулиана Шнабеля) переходило из рук в руки к другим знаменитостям. Он назвал Стеллу Шнабель, сестру Лолы, своей музой. Через главного редактора журнала Interview, Ингрид Сиши, Позен познакомился со своим будущим публицистом и агентом, Эдом Филиповским, который предложил ему сотрудничать бесплатно.
После возвращения в Нью-Йорк в 2001 году, Позен открыл ателье в гостиной своих родителей, в то время они назначили ему ежедневное пособие в размере 15 USD$. В октябре того же года он был выбран для представления краткой коллекции как участник GenArt’s Fresh Faces in Fashion New York 2001. Он получил грант на 20 000 USD$. После его первого модного показа в 2001 с Позеном хотели сотрудничать такие титаны моды, как Ив Карсель (президент LVMH Fashion Group), Сидни Толедано (глава фирмы Christian Dior S.A.), и Доменико Де Соле (президент и генеральный директор Gucci Group NV). Вскоре Позен основал свою студию дизайна в Трайбеке.
Зак Позен получил премии и награды, среди которых наиболее значительная Council of Fashion Designers of America’s 2004 Swarovski’s Perry Ellis Award for Womenswear. Позен стал одним из любимых дизайнеров таких икон стиля, как Натали Портман, Рианна, Кейт Уинслет, Клэр Дейнс, Камерон Диас, Дженнифер Лопес, Миша Бартон, Бейонсе Ноулз и многих других звезд.
В 2004 году рэпер и модельер Шон Комбс сделал инвестицию в фирму Позена. Эшли Олсен стажировалась у Позена в 2005 году во время учёбы в Школе Галлатина Индивидуализированного Исследования, студенческом колледже в пределах Нью-Йоркского университета.
В апреле 2008 года краткая коллекция Позена, созданная в сотрудничестве с Target, Zac Posen for Target, была выпущена в 75 магазинах Австралии. Предварительный просмотр коллекции был показан во время March’s L’Oreal Melbourne Fashion Festival.
В 2010 году Зак Позен создал дизайн подвенечного платья для топ-модели Коко Роша.
Супруга и дочь Дональда Трампа неоднократно становились клиентками модельера. Однако, совсем недавно он отказался шить одежду для них. Это связано с протестом Зака  против  направлений политики Дональда Трампа, таких как: права женщин, ЛГБТ-сообщества, иммиграция, финансирование, искусств и планирование семьи. 

## Личная жизнь
Являясь открытым геем, Позен живёт со своим другом стилистом Кристофером Никетом в их пентхаусе в Нью-Йорке.